# Штайер, Хайнц
Хайнц Штайер (нем. Heinz Steyer; 20 декабря 1909, Дрезден — 12 июля 1944, Амальяс, Греция) — немецкий журналист, спортсмен, антифашист. Участник немецкого движения Сопротивления в годы Второй мировой войны.

## Биография

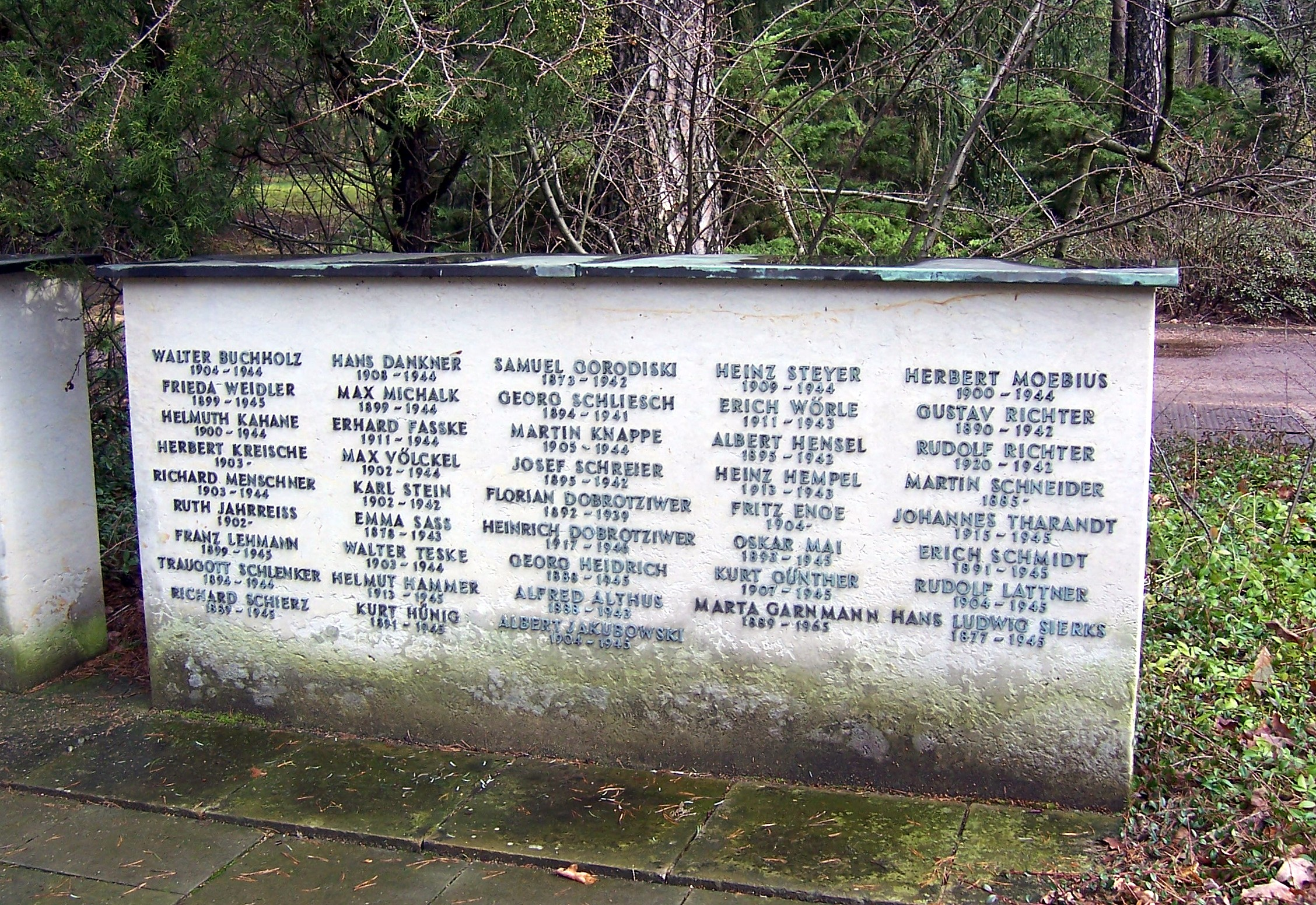
Символическая могила Х. Штайера в почётной роще на Лесном кладбище Дрездена

Родился в семье рабочего. В 1927 году вступил в Коммунистический союз молодёжи Германии, позже стал членом Коммунистической партии Германии. Участвовал в деятельности Боевого сообщества Красного спортивного отряда. Отличный спортсмен, футболист.
После прихода национал-социалистов к власти в Германии вместе с другими молодыми коммунистами и товарищами-спортсменами распространял в Дрездене нелегальные издания газеты Depesche и Der Rote Stern, которые информировали население о терроре нацистского режима и сопротивлении запрещённой КПГ.
В августе 1933 года Х. Штайер был арестован и заключён в тюрьму на два года и девять месяцев. После освобождения продолжил сопротивление фашистскому режиму. С 1937 по 1939 год неоднократно арестовывался и содержался в концентрационных лагерях.
В феврале 1943 года был призван на военную службу в 999-й штрафной батальон и отправлен в Грецию. Здесь вместе со своим товарищем стал одним из организаторов группы сопротивления среди солдат вермахта. Вступил в контакт с греческими партизанами, которых предупреждал о планируемых операциях немецких частей, снабжал немецкими документами, лекарствами, боеприпасами и оружием греческих патриотов.
3 июля 1944 года был арестован и приговорён к смертной казни. Расстрелян 12 июля 1944 года.
Его символическая могила находится в Дрездене на Лесном кладбище.

## Память
- Его имя с 1950-х годов носит стадион — Хайнц-Штайер-Штадион в Дрездене. Перед стадионом в июне 1949 года был установлен мемориальный камень.
- Именем Х. Штайера названы несколько улиц и школ в Дрездене, Ризе и Дессау.